# Unión del Pueblo Africano de Zimbabue
La Unión del Pueblo Africano de Zimbabue, o ZAPU (inglés: Zimbabwe African People's Union), es el nombre de un movimiento militante marxista-leninista en Rodesia y Zimbabue desde su origen en 1961 hasta 1987. El fundador de ZAPU fue el sindicalista Dr. Joshua Nkomo. Nkomo, lo que fue el jefe del Partido Nacional Democrático y más temprano un líder en la rama sudrodesiano del ANC. Dr. Nkomo fue el jefe de ZAPU desde su fundación hasta 1987.

## En Rodesia
En 1947 Nkomo fue un asistente social y activista por el sindicato de los obradores de los ferrocarriles el RWU. En 1952 había elegido Nkomo como el jefe del ANC en Rodesia del Sur. En aquellos tiempos las tres colonias británicas Rodesia del Norte (hoy Zambia), Rodesia del Sur (hoy Zimbabue), y Nyasaland (hoy Malaui) fueron unidos en la Federación de Rodesia y Nyasalandia. La federación era un intento de los gobernadores de las tres colonias para mantener un bloque probritánico en África del Sur contra el gobierno antibritánico del Partido Nacional en la Unión Sudafricana. Pero tanto Rodesia del Norte y tan Malawi tuvieron poblaciones resistentes a la regla de minoría desde los blancoafricanos en la federación y creyeron que la futura del gobierno de los colonistas ya estaba concluyendo. Entre 1962-64 Kenneth Kaunda y sus aliados negroafricanos ganaron elecciones para gobernar Rodesia del Norte, y en enero de 1964 Kaunda hizo el primo ministro de la provincia central de la federación. En octubre de eso año Rodesia del Norte se quitó de la federación y hizo en la República de Zambia. Nyasaland, la provincia menor de la federación, hizo en la República de Malawi desde Dr. Hastings Banda, un nacionalista negroafricano conservador.

## La nueva Rodesia
Rodesia del Sur tenía una población blancoafricana superior a la de las otras dos provincias. El gobierno de Rodesia del Sur, dirigido por Sir Roy Welensky, un conservador moderado, opuso a nacionalistas como Nkomo y su ZAPU, y en 1962, no hace mucho tiempo desde su fundación, el gobierno de Welensky prohibió al movimiento. Desde 1964, cuando fue detenido con Robert Mugabe y Ndabaningi Sithole por el nuevo gobierno del Frente Rodesiano y Ian Smith, y 1974 cuándo Smith les descargó según presiones de su aliado BJ Vorster en Sudáfrica, Nkomo había encarcelado en Rodesia. Smith declaró en 1965 la UDI (declaración unilateral de independencia) por Rodesia del Sur como la República de Rodesia. Sithole y Mugabe fueron hasta 1964 activistas en ZAPU, pero salieron porque creían que Nkomo fue demasiado dependiente en apoyo de los africanos ndebeles, cuándo Mugabe es un shona y Sithole es un ndau. Nkomo fue un miembro de la tribu kalanga, un grupo étnico pequeño en Zimbabue y Botsuana. Actualmente, hasta 1979 ZAPU quedó como el grupo más diverso, cuándo ZANU se dividió de vuelta en 1974 por líneas étnicas y políticas.

## Segundo Chimurenga
Desde 1966, activistas de los movimientos nacionalistas negroafricanos en Rodesia como ZAPU, ZANU desde Sithole, Mugabe, y Herbert Chitepo, y FROLIZI desde James Chikerema, trasladaron a países africanos como Zambia y Tanzania para formar fuerzos militares y escalar la lucha contra la regla de minoría a un conflicto armado. La lucha, llamada el Segundo Chimurenga (shona: lucha segunda; llamada para un rebelión shona desde 1896-97) desde los rebeldes negroafricanos y la Guerra del Monte desde el gobierno, fue un aspecto tanto de la Guerra Fría y tan el movimiento anti-apartheid con flavores de la zona. ZAPU tuvo el apoyo de Presidente Kaunda en Zambia y el bloque soviético. Sus aliados africanos fueron el ANC en Sudáfrica, MPLA en Angola, y SWAPO en África del Sudoeste. Ellos rivales primeras en ZANU fueron apoderados de la República Popular China desde Mao Zedong y luego también a Corea del Norte. 

### FROLIZI
En 1971 James Chikerema, el teniente de Nkomo que fue el interino jefe de ZAPU en Zambia desertó del movimiento a un nuevo grupo llamado FROLIZI, lo que fue compuesto de disidentes desde ZANU y ZAPU que creyeron que los otros dos grupos más maduros hicieron fisuras tribalistas por la lucha. Chikerema sufrió del falto de apoyo desde la URSS, la que continuó a ayudar en ZAPU, y también por las naciones africanas, que ya creían que la resistencia negroafricana en Rodesia hubo demasiada dividida.

### ZIPRA y la Lucha
Demás que Nkomo había detenido James Chikerema (mira sección arriba), el interino presidente de ZAPU en el exilio en Lusaka, y Jason Moyo lograron en formar la rama militar del grupo, ZIPRA (Ejército Popular Revolucionario de Pueblo Zimbabuense) en 1965. ZIPRA empezó como un movimiento de guerrilla, pero hasta el fin del Chimurenga hizo en un fuerzo sofisticado con armas modernas de modelo soviético. ZIPRA tenía relaciones turbulentes con el otro fuerzo rebelde en el Segundo Chimurengo, ZANLA, la rama militar de ZANU. Los militantes de ZANLA fueron radicales maoístas y a veces las tensiones entre los dos terminaron en violencia, a pesar del hecho que en 1974 la alianza que hubiera sido el PF estaba formando entre Mugabe, Sithole, Chikerema, Nkomo, y el obispo metodismo Reverendo Abel Muzorewa. ZANLA siguiera tener problemas con otros grupos nacionalistas en el futuro, especialmente porque sus reclutas fueron usualmente de los shona y no embrazaron a las otras minorías como los ndebele, las tribus/etnicidades menores, ni a los blancorodesianos/zimbabuenses.
las cosas más raras del mungo

## ZAPU y el Acuerdo Interno
Hasta 1978 las facciones de Muzorewa y Chikerema formaron un grupo palomista negroafricano llamado el UANC, y asignaron el Acuerdo Interno. Ndabaningi Sithole, lo que ya en 1974 había quitado de ZANU para formar el grupo ZANU-Ndonga, también participó en el acuerdo, pero Robert Mugabe de ZANU original y Nkomo disentieron y formaron la alianza formal del Frente Patriótico. Según el acuerdo, los negroafricanos ganaron el derecho de votar en elecciones multipartidos en un nuevo país llamado Zimbabue Rodesia. Aunque Muzorewa triunfó en las elecciones del 28 de mayo, 1979 y hizo en el primero primo ministro negroafricano en el país. Pero el gobierno de Muzorewa, Smith, y Sithole falló en ganar reconocimiento internacional. Gran Bretaña insistió en que solo reconociera a un acuerdo incluyendo todos los beligerantes. ZAPU y ZANU siguieron hacer ganancias contra el ejército malproveido de Rodesia y destruir a su economía.

## Lancaster House
En una conferencia desde la Commonwealth en los 1-7 de agosto, 1979, el gobierno de Gran Bretaña invitó a tanto el gobierno de Muzorewa y Smith y tan el PF a negociar conjuntos por Lancaster House en Londres y acabar el Segundo Chimurengo de una buena vez. Ellos todos consintieron al propuesto británico y desde el 10 de septiembre y 15 de diciembre, 1979 encontraron allá.
Según el acuerdo todo incluido, elecciones de vuelta hubieran ocurrido en el comienzo de 1980 por el gobierno de Zimbabue, el nuevo nombre del país. Ian Smith fue muy ansioso que el acuerdo no incluiría provisiones para asegurar los derechos humanos y de propiedad de la minoría blancozimbabuense. En el acuerdo Mugabe y Nkomo acordaron a una moratoria de diez años antes que imponer confiscaciones de tierras poseídos por blancozimbabuenses. Muzorewa, Sithole, y Chikerema, los que habían renunciado (usualmente por Mugabe) como traedores después el Acuerdo Interno, querrían provisiones para garantizar una democracia de multipartido en Zimbabue y no el "estado del pueblo" maoísta que Mugabe aspiró lograr. Aquellas cláusulas fueron incluidas por el Acuerdo de Lancaster House.

## ZAPU en Zimbabue de "Paz"
En el 12 de diciembre, 1979 Zimbabue Rodesia cambió de nuevo a ser la dependencia britanesa Rodesia del Sur debajo el gobierno del Lord Cristopher Soames, Barón Soames, un estadista Conservador hasta las elecciones que ocurrieron en febrero de 1980. Aunque existía un cesafuego concordado entre el Ejército Rodesiano, ZANLA, y ZIPRA, fueron varios casos de intimidación desde un lado al otro, usualmente por militantes radicales de ZANU/ZANLA contra los partidos opuestos africanos, especialmente los de Muzorewa o Chikerema. ZIPRA y ZANLA chocaron a veces en Matabeleland y Midlands, baluartes de ZAPU con pueblos ndebele que fueron reticentes a ZANU. 

### Desarrota incómoda: ZAPU debajo Mugabe
ZANU-PF (el nuevo nombre del movimiento de Mugabe) triunfó por las elecciones, con muchas denuncias por intimidación violenta contra apoyadores de Muzorewa, Sithole, y Chikerema. El primo ministro del nuevo país fue Mugabe, y el presidente fue el Reverendo Canaan Banana, el suplente de Sithole como la figura decorativa en la jefatura de ZANU. Inicialmente, Mugabe atentó hacer un gobierno de alianza con Ian Smith y Joshua Nkomo. ZIPRA, ZANLA, y el ejército difunto de Rodesia se unieron en un Ejército Zimbabuense. El gobierno de Mugabe ayudó a Zimbabue porque mostró al mundo occidental una nación negroafricana democrática con un líder elocuente y distinguido con apoyo tanto del Reino Unido y tan del Bloque del Este. Prohibiciones comerciales acabaron demás Lancaster House, y Zimbabue pudo abrir a sus fronteras con Mozambique al este y Zambia al norte, dos naciones que habían estrangulado a Rodesia económicamente, mientras el Segundo Chimurenga. Muchos blancozimbabuenses eligieron a quedar en Zimbabue y mantener ellos negocios allá. Para aplacar los deseos de negroafricanos a adquirir las tierras de los blancos, el gobierno de Gran Bretaña inició un fundo capital de "Vendedor dispuesto, Comprador dispuesto". Los granjeros blancos que querrían disponer a ellos granjas pudieron encontrar un trato justo.

### Maltratos y persecuciones
Pero Mugabe también hizo del nuevo ejército a un fuente de poder y ascensiones por oficiales militares exzanlistas de los shona. Ello formó la Brigada 5a, un cuerpo especial adiestrado en Corea del Norte leal solo a su mismo y compuesto por militantes ex-ZANLA. Otras ramas del estado rodesiano que quedaron de Lancaster House él dejó seguir como de antes. La CIO, la policía secreta debajo el régimen Smith continuó ser dirigido por el mismo jefe, Ken Flower. Flower hizo una alianza de ayuda mutua con Mugabe, lo que sabía que necesitó a una ventaja en su lucha contra los otros veteranos del 2o Chimurenga. En 1983, después un periodo de choques violentas dentro militantes ex-ZANLA y ex-ZIPRA, habían encuentro armas ilegales según propiedades de miembros de ZAPU. Según teorías y testimonias luegas, las armas habían sido infiltradas por agentes de la CIO para incriminar los oponentes de Mugabe y aumentar su influencia en su régimen. El gobierno de Mugabe acusó a ellos por un complot de hacer un golpe de estado e imponer un régimen de ZAPU. Mugabe ordenió una operación contra-insurgente en las zonas opuestas a ello, especialmente Matabeleland y Midlands. La fuerza que aprovechó el gobierno para la ofensiva fue la Brigada 5a. Pero el apodo de ella hizo en el nombre de sus maltratos de los ndebele: Gukurahundi. Para más información según la historia de ZAPU mientras aquellos tiempos, mira Gukurahundi.

## Vencidos
En 1987 Mugabe acabó la campaña de asaltos contra sus oponentes políticas bajo cuántas condiciones. Nkomo, él que huyó al exilio en Londres en 1983, hubiera obligado a fusionar ZAPU en ZANU-PF totalmente. El disidente jefe de ZAPU accedió a la demanda de Mugabe, y hizo en una persona inútil desde la gabuinete de Mugabe. El Acuerdo de Unidad, como hubiera llamado, fue el término de ZAPU como un factor de oposición en Zimbabue, y por algunos años el país que estaba en 1980 la esperanza por un ejemplo de una democracia negroafricana cambió a una dictadura de partido único (a partir de la CAZ, los sucederes del Frente Rodesiano que fueron unviables como un alternativo para negroafricanos contra ZANU-PF). En aquellos tiempos Mugabe fue el presidente de Zimbabue en lugar de Canaan Banana.

### Herencía
En 1999 muchos políticos veteranos de ZAPU y otros oponentes de Mugabe formaron con Morgan Tsvangirai (irónicamente un sindicalista como tan Nkomo, él que tanto se murió en 1999 por Cáncer de Próstata) el Movement for Democratic Change o MDC. Tsvangirai hizo una alianza de oponentes jóvenes de Mugabe y minorías negras y blancas para formar un bloque fuerte contra las políticas dictatorales del presidente. Tsvangirai prometió investigar los acontecimientos del Gukurahundi, y prosecutar a los responsables, muchos de ellos miembros del régimen ZANU-PF o en puestos de poder en la sociedad zimbabuense. Aquellas posiciones hacen a él un demandante al trono de Nkomo y los otros personas anteriores de oposición zimbabuense, Chitepo, Sithole, Chikerema, y Mugabe en sus años de juventud. Es posible decir que Mugabe consiguió en contener la amenaza de ZAPU como un rival mientras la Guerra Fría pero a largo plazo falló en su objeto de eliminar disensión por Nkomos y ZAPUs nuevos.